# Ханауэр, Милтон
Милтон Ханауэр (англ. Milton Hanauer; 5 августа 1908 — 16 апреля 1988) — американский шахматист.
В составе сборной США участник 2-й Олимпиады (1928) в г. Гааге, где вместе с командой занял 2-е место.
Участник 8-го чемпионата США (1951) в г. Нью-Йорке, разделил 10-12 место.